# Museu da Amazônia
O Museu da Amazônia (Musa) é um jardim botânico brasileiro localizado na cidade de Manaus.

## Características
Criado em janeiro de 2009, o jardim botânico ocupa cerca de 100 hectares da reserva florestal Adolpho Ducke e reúne trilhas, laboratórios experimentais e uma torre de 42 metros de altura.

## Links
- Página oficial